# امپرساس کوپک
امپرساس کوپک (به انگلیسی: Empresas Copec) شرکت انرژی شیلیایی است، که در زمینه مبادله انواع سوخت (شامل؛ نفت خام، گاز طبیعی و بنزین) همچنین در حوزه جنگل‌داری و ماهی‌گیری فعالیت می‌کند.
شرکت امپرساس کوپک در سال ۱۹۳۴ توسط پدرو اگوایر سیردا، که بعدها رییس‌جمهور شیلی شد، تأسیس گردید و در حال حاضر متعلق به شرکت انترشیلی می‌باشد.
دفتر مرکزی این شرکت در شهر سانتیاگو، شیلی قرار دارد و بخشی از سهام آن در بازار بورس اوراق بهادار سانتیاگو معامله می‌شود.